# Hoplolabis bipartita
Hoplolabis bipartita là một loài ruồi trong họ Limoniidae. Chúng phân bố ở miền Tân bắc.